# Ylodes canus
Ylodes canus är en nattsländeart som först beskrevs av Luisa Eugenia Navas 1933.  Ylodes canus ingår i släktet Ylodes och familjen långhornssländor. Inga underarter finns listade i Catalogue of Life.